# Abutilon niveum
Abutilon niveum är en malvaväxtart som beskrevs av August Heinrich Rudolf Grisebach. Abutilon niveum ingår i släktet klockmalvor, och familjen malvaväxter. Inga underarter finns listade i Catalogue of Life.